# Поташник, Марк Матусович
Марк Матусович Поташник (род. 18 июня 1941 года, Челябинск, РСФСР, СССР) — советский и российский учёный-педагог, академик РАО (1995).

## Биография
В 1962 году — окончил химический факультет МГУ, работал учителем, заместителем директора, директором в школах Москвы.
С 1976 года — работает в институтах АПН СССР, Российской академии образования: старший научный сотрудник НИИ общих проблем воспитания, заведующий лабораторией Института управления и экономики народного образования, главный научный сотрудник Института управления образованием и профессор МГПИ.

## Научная деятельность
Основная проблематика исследований — организация внутришкольного управления, становление и развитие инновационных образовательных учреждений. Разработал технологию управления общеобразовательной школой, управление образования на муниципальном уровне. Под технологией внутришкольного управления понимает систему функционирования человеческих, материальных, информационных и других компонентов, служащих для реализации в школе функций управления.

## Научные труды
- Поташник М. М. Педагогическое творчество: проблемы развития и опыт : Пособие для учителя / М. М. Поташник. — Киев : Рад. шк., 1988. — 189 с.
- Поташник М. М. Оптимизация управления школой [Текст]/ М. М. Поташник. — М.: Знание, 1991. — 61 c.
- Развитие школы как инновационный процесс : Метод. пособие для руководителей образоват. учреждений / О. Г. Хомерики, М. М. Поташник, А. В. Лоренсов; Под ред. М. М. Поташника; Рос. акад. образования, Ин-т управления образованием. — Москва : Новая шк., 1994. — 61 с.
- Управление развитием школы [Текст]: Пособие для руководителей образоват. учреждений / [В. С. Лазарев, М. М. Поташник, А. М. Моисеев и др. ]; Под ред. М. М. Поташника и В. С. Лазарева; Рос. акад. образования, Ин-т упр. образованием. — М.: Новая шк., 1995. — 462 с.
- Эксперимент в школе: организация и управление [Текст]: Рекомендации для руководителей шк. и учителей: [Сборник] / Ред. М. М. Поташник; Под ред. М. М. Поташника. — М.: Б.и., 1991. — 213 с.
- Управление качеством образования [Текст]: [Практикоориентир. моногр. и метод. пособие] / [М. М. Поташник, Е. А. Ямбург, Д. Ш. Матрос и др.]; Под ред. М. М. Поташника; Рос. акад. образования. — М.: Пед. о-во России, 2000. — 441 с.
- Профессиональные объединения педагогов [Текст]: Метод. рекомендации: [Для рук. образоват. учреждений и учителей] / М. М. Поташник, А. М. Моисеев, Т. Г. Калугина и др.; Под ред. М. М. Поташника. − 2-е изд. — М.: Пед. о-во России, 2002. — 143 с.
- Поташник М. М. Управление образованием на муниципальном уровне [Текст] : пособие для работников органов образования и руководителей образовательных учреждений / М. М. Поташник, А. В. Соложнин. — Москва : Пед. о-во России, 2012. — 473 с.
- Поташник М. М. Эксклюзивные аспекты управления школой. Пособие для руководителей образовательных учреждений и их заместителей. — М.: Пед. о-во России, 2016. — 288 с.